# Sympagus buckleyi
Sympagus buckleyi là một loài bọ cánh cứng trong họ Cerambycidae.